# Rezolucja Rady Bezpieczeństwa ONZ nr 653
Rezolucja Rady Bezpieczeństwa ONZ nr 653 została przyjęta jednomyślnie w dniu 20 kwietnia 1990 r. 
Po przypomnieniu rezolucji 644 (1989) i 650 (1990), Rada zatwierdziła sprawozdanie Sekretarza Generalnego i zaakceptowała rozszerzenie mandatu ONUCA o upoważnienie do utworzenia "stref bezpieczeństwa" w których następowałaby demobilizacja oddziałów contras zgodnie z porozumieniem tej formacji i rządu Nikaragui.
Rada Bezpieczeństwa zwróciła się również do Sekretarza Generalnego z wnioskiem o złożenie kolejnego sprawozdania Radzie przed końcem bieżącego mandatu w dniu 7 maja 1990 r.